# Таскопинский сельский округ
Таскопинский сельский округ (каз. Тасқопа ауылдық округі) — административно-территориальное образование в Темирском районе Актюбинской области.

## Населённые пункты
В состав Таскопинского сельского округа входит 1 село: Таскопа (922 жителя).
Ранее в состав сельского округа входило ныне упразднённое село — Теректы. Упразднён в 2013 году ввиду малой численности населения.
В годы СССР на территории сельского округа существовал Таскопинский сельсовет.

## Население

### Динамика численности
| Численность населения | Численность населения | Численность населения |
| 1989                  | 1999                  | 2009                  |
| --------------------- | --------------------- | --------------------- |
| 1494                  | ↘1213                 | ↘994                  |

Снижение численности населения за межпереписной период обусловлена оттоком населения в более крупные населенные пункты.

### Численность населения[2][3][1]
| № | Населённый пункт | Перепись населения 1989 | Перепись населения 1999 | Перепись населения 2009 |
| - | ---------------- | ----------------------- | ----------------------- | ----------------------- |
| 1 | с. Таскопа       | 1143                    | 1100                    | 922                     |
| 2 | с. Теректы       | 351                     | 113                     | 72                      |
|   | Всего            | 1494                    | 1213                    | 994                     |